# Isabella di Urgell
Isabella Jaimez o di Urgell, Isabel in spagnolo, asturiano, in aragonese, portoghese,  galiziano e inglese, Elisabet in  catalano e in basco, Isabelle in francese (1409 – Coimbra, 1443) è stata una nobile della Casa di Barcellona, che fu duchessa consorte di Coimbra dal 1428 fino alla morte.

## Origine[1][2][3]
Isabella era figlia primogenita di Giacomo II conte di Urgel, visconte di Àger, barone di Entenza e Antillón. Giacomo II era a sua volta figlio del conte di Urgel, visconte di Àger, barone di Entenza e Antillón, Pietro II e di Margherita del Monferrato, figlia di Giovanni II Paleologo, Marchese del Monferrato, e della sua seconda moglie, Elisabetta di Maiorca (1364-1420), regina titolare di Maiorca, contessa titolare di Rossiglione e di Cerdagna e di Isabella di Barcellona (1380-1424), figlia del re d'Aragona, Pietro IV il Cerimonioso, e di Sibilla di Fortiá, la sua quarta moglie.

## Biografia
Rimase orfana della madre nel 1424, Isabella, quattro anni dopo, il 13 settembre 1429, ad Alcolea de Cinca, fu data in sposa al primo duca di Coimbra, Pietro (1392-1449), figlio quartogenito del re del Portogallo João I o Giovanni I d'Aviz e sua moglie, Filippa di Lancaster, figlia di Giovanni Plantageneto, duca di Lancaster, e di Bianca di Lancaster (1345-1369) figlia di Enrico, duca di Lancaster.
Nel 1438, il cognato di Isabella, Edoardo, re del Portogallo dal 1433, morì di peste lasciando sul trono Alfonso V, un bambino di sei anni.
La reggenza in un primo tempo venne affidata alla regina madre, Eleonora di Trastamara, ma, nel 1439, le cortes portoghesi si pronunciarono a favore del marito di Isabella, Pietro, che divenne reggente del regno.
Isabella morì a Coimbra, nel 1443 e fu tumulata nel Monastero di Batalha.

## Figli[6][7]
Isabella a Pietro diede sei figli:
- Pietro di Coimbra (1429-1466), Connestabile del Portogallo e re della corona d'Aragona
- Giovanni di Coimbra (1431-1457), secondo duca di Coimbra, nel 1456, sposò Carlotta di Lusignano, erede del trono di Cipro. Fu avvelenato dalla suocera.
- Isabella (1432-1455), regina del Portogallo, moglie di Alfonso V
- Giacomo di Coimbra (1434-1459), cardinale e arcivescovo di Lisbona
- Beatrice di Coimbra (1435-1462), sposò Adolfo di Clèves, signore di Ravenstein
- Filippa di Coimbra (1437-1497), si occupò del nipote, Giovanni II del Portogallo, facendogli da seconda madre, poi nel 1493, si fece suora nel convento di Odivelas, dove morì.

## Ascendenza
|                           |                      |                            | Genitori                      |  |  | Nonni |  |  | Bisnonni         |  |  | Trisnonni                   |  |
|                           |                      |                            |                               |  |  |       |  |  | Jaime I de Urgel |  |  | Alfonso IV de Aragón (= 12) |  |
|                           |                      |                            |                               |  |  |       |  |  | Jaime I de Urgel |  |  | Alfonso IV de Aragón (= 12) |  |
|                           |                      | Teresa d'Entença (= 13)    |                               |  |  |       |  |  | Jaime I de Urgel |  |  |                             |  |
| Pedro II de Urgel         |                      |                            |                               |  |  |       |  |  | Jaime I de Urgel |  |  |                             |  |
|                           |                      | Cécile de Comminges        | Bernard VIII de Comminges     |  |  |       |  |  |                  |  |  |                             |  |
|                           |                      | Cécile de Comminges        | Bernard VIII de Comminges     |  |  |       |  |  |                  |  |  |                             |  |
|                           |                      | Cécile de Comminges        | Mathe de l'Isle Jourdain      |  |  |       |  |  |                  |  |  |                             |  |
| Jaime II de Urgel         |                      | Cécile de Comminges        |                               |  |  |       |  |  |                  |  |  |                             |  |
|                           |                      | Giovanni II del Monferrato | Teodoro I del Monferrato      |  |  |       |  |  |                  |  |  |                             |  |
|                           |                      | Giovanni II del Monferrato | Teodoro I del Monferrato      |  |  |       |  |  |                  |  |  |                             |  |
|                           |                      | Giovanni II del Monferrato | Argentina Spinola             |  |  |       |  |  |                  |  |  |                             |  |
| Margherita del Monferrato |                      | Giovanni II del Monferrato |                               |  |  |       |  |  |                  |  |  |                             |  |
|                           |                      | Isabel de Mallorca         | Jaime III de Mallorca         |  |  |       |  |  |                  |  |  |                             |  |
|                           |                      | Isabel de Mallorca         | Jaime III de Mallorca         |  |  |       |  |  |                  |  |  |                             |  |
|                           |                      | Isabel de Mallorca         | Constanza de Aragón y Entenza |  |  |       |  |  |                  |  |  |                             |  |
| Isabel de Urgel           |                      | Isabel de Mallorca         |                               |  |  |       |  |  |                  |  |  |                             |  |
|                           | Alfonso IV de Aragón | Jaime II de Aragón         |                               |  |  |       |  |  |                  |  |  |                             |  |
|                           | Alfonso IV de Aragón | Jaime II de Aragón         |                               |  |  |       |  |  |                  |  |  |                             |  |
|                           | Alfonso IV de Aragón | Bianca di Napoli           |                               |  |  |       |  |  |                  |  |  |                             |  |
| Pedro IV de Aragón        | Alfonso IV de Aragón |                            |                               |  |  |       |  |  |                  |  |  |                             |  |
|                           |                      | Teresa d'Entença           | Gombau d'Entença              |  |  |       |  |  |                  |  |  |                             |  |
|                           |                      | Teresa d'Entença           | Gombau d'Entença              |  |  |       |  |  |                  |  |  |                             |  |
|                           |                      | Teresa d'Entença           | Constance de Antillon         |  |  |       |  |  |                  |  |  |                             |  |
| Isabel de Aragón          |                      | Teresa d'Entença           |                               |  |  |       |  |  |                  |  |  |                             |  |
|                           |                      | Bernardo de Fortiá         | …                             |  |  |       |  |  |                  |  |  |                             |  |
|                           |                      | Bernardo de Fortiá         | …                             |  |  |       |  |  |                  |  |  |                             |  |
|                           |                      | Bernardo de Fortiá         | …                             |  |  |       |  |  |                  |  |  |                             |  |
| Sibila de Fortiá          |                      | Bernardo de Fortiá         |                               |  |  |       |  |  |                  |  |  |                             |  |
|                           |                      | Francesca de Vilamarí      | Bernardo I de Vilamarí        |  |  |       |  |  |                  |  |  |                             |  |
|                           |                      | Francesca de Vilamarí      | Bernardo I de Vilamarí        |  |  |       |  |  |                  |  |  |                             |  |
|                           |                      | Francesca de Vilamarí      | Francesca de Palau            |  |  |       |  |  |                  |  |  |                             |  |
|                           |                      | Francesca de Vilamarí      |                               |  |  |       |  |  |                  |  |  |                             |  |